# Únor 2010
1. února
- Spisovatel českého původu Milan Kundera převzal v pondělí v Paříži čestné občanství města Brna.[1]

2. února
- Český prezident Václav Klaus se v kodaňském paláci Amalienborg setkal s dánskou královnou Margaretou II.[2]
- Na železniční trati v Petrohradu vybuchla nastražená nálož. Jedná se o několikátý případ útoků na vlaky v Rusku.[3]

3. února
- Karolos Papulias, člen vládní levicové strany PASOK, byl znovu zvolen prezidentem Helénské republiky (Řecka). V parlamentní volbě získal 266 z 300 hlasů.[4]
- V pečovatelském domě v Sydney podlehl ve věku 91 let leukémii herec, režisér a televizní producent John McCallum, výkonný producent a scenárista mimořádně úspěšného televizního seriálu Skippy.[5]

4. února
- Největší český výrobce letadel Aero Vodochody se bude podílet na výrobě víceúčelového vrtulníku Sikorsky UH-60 Black Hawk, ke kterému bude vyrábět kabiny.[6][7]

5. února
- Ruský prezident Dmitrij Medvěděv podepsal novou vojenskou doktrínu země do roku 2020.[8]
- Prezident Václav Klaus vyhlásil termín voleb do Poslanecké sněmovny. Češi budou složení dolní komory parlamentu vybírat 28. a 29. května.[9]

6. února
- Extrémně nebezpečná sněhová bouře zavála východní pobřeží Spojených států amerických včetně hlavního města Washingtonu, D.C.[10]

7. února
- V prezidentských volbách v Kostarice zvítězila Laura Chinchilla, kandidátka levicové Strany národního osvobození. Stala se tak historicky první ženou v čele tohoto státu.[11]
- Proběhlo druhé kolo prezidentských voleb na Ukrajině.
- Český prezident Václav Klaus zahájil pracovní návštěvu Egypta. V Káhiře se zúčastnil slavnostního uvedení nové Škody Superb na egyptský trh.[12]
- České tenistky postoupily do semifinále Fed Cupu.[13]
- Ve Varšavě proběhl los skupin kvalifikace na Mistrovství Evropy ve fotbale 2012, které pořádá Polsko a Ukrajina. Česká fotbalová reprezentace, která byla zařazena do skupiny I, se utká s vítězem ME 2008 Španělskem, dále se Skotskem, s Litvou a s Lichtenštejnskem, se kterým doposud ve své historii nesehrála ani jediný zápas.[14]

8. února
- Podle vyhlášení ústřední volební komise se vítězem prezidentských voleb na Ukrajině stal opoziční vůdce Viktor Janukovyč. Po sečtení 98,42 % hlasů vedl se ziskem 48,60 % nad dosavadní premiérkou Julijí Tymošenkovou, která obdržela 45,81 % odevzdaných hlasů.[15]
- Česká vláda schválila zařazení 38 objektů mezi národní kulturní památky. Stane se tak s platností od 1. července, na seznamu se nacházejí kostely, zámky, hospodářská stavení, technické objekty i movité věci.[16]
- Raketoplán Endeavour odstartoval k mezinárodní orbitální stanici ISS.[17]

9. února
- Evropský parlament schválil složení Evropské komise. Pro se vyjádřilo 488 z celkových 736 europoslanců.[18]
- Srílanský prezident Mahinda Radžapaksa rozpustil parlament a vyhlásil volby.
- Desítky lidí v Teheránu napadly italské velvyslanectví, akce se měly účastnit i členové milice Basídž.[19]

10. února
- V Řecku proběhla masivní stávka státních zaměstnanců proti vládním plánům na řešení ekonomické krize.[20]

11. února
- Íránská policie v Teheránu rozehnala protivládní demonstrace střelbou. Nepoužila však ostré náboje.[21]
- Začal šedesátý Berlínský mezinárodní filmový festival (tzv. Berlinale).[22]

12. února
- V kanadském Vancouveru byly slavnostně zahájeny XXI. zimní olympijské hry 2010, vlajkonošem české výpravy byl Jaromír Jágr. Slavnostní náladu zasáhla smrt gruzínského sáňkaře Nodara Kumaritašviliho, který pár hodin před zahájením her podlehl zraněním po děsivé nehodě v ledovém korytu ve Whistleru.[23]
- Ruské speciální jednotky spustily největší operaci proti radikálním islamistům na Kavkaze. Nejméně dvacet jich při přestřelce v lese na ingušsko-čečenském pomezí zastřelily.[24]

13. února
- Síly Severoatlantické aliance pod vedením amerických vojáků zahájily v Afghánistánu jednu z nejrozsáhlejších vojenských akcí od invaze v roce 2001.[25]
- Papež Benedikt XVI. jmenoval nástupcem Miloslava kardinála Vlka v úřadě arcibiskupa pražského dosavadního královéhradeckého biskupa ThLic. Dominika Jaroslava Duku OP.[26]
- Neonacisté pořádali v Drážďanech manifestaci, která měla připomenout oběti spojeneckého náletu v noci z 13. na 14. února 1945. Pochodu však zabránili jejich odpůrci, kteří zablokovali ulice.[27]
- Poražená kandidátka Julija Tymošenková zveřejnila úmysl soudně napadnout výsledek ukrajinských prezidentských voleb. V televizním projevu k národu prohlásila, že má důkazy o volebních podvodech.[28]
- Ve Vancouveru proběhly protesty proti pořádání olympijských her, jedna demonstrace byla rozehnána policií. Mezinárodní olympijský výbor je ale označil za „pouze minimální“.[29]
- Slovenská biatlonistka Anastasia Kuzminová získala ve sprintu na 7,5 km zlatou olympijskou medaili.[30]

14. února
- Česká rychlobruslařka Martina Sáblíková získala na ZOH ve Vancouveru v závodě na 3000 m zlatou olympijskou medaili.[31]
- Ve věku 89 let zemřel britský spisovatel Dick Francis.[32]

15. února
- Český lyžař Lukáš Bauer získal na ZOH ve Vancouveru v závodě na 15 km volnou technikou bronzovou olympijskou medaili.[33]
- Čelní srážka dvou osobních vlaků nedaleko belgického hlavního města Bruselu si vyžádala nejméně 18 obětí na lidských životech a přes 150 zraněných. Příčinou tragédie je patrně chyba jednoho ze strojvedoucích, který projel semaforem na červenou. [34]

16. února
- Nejméně 2 lidé v Německu a 4 v Rakousku zemřeli v souvislosti s rozvojem listeriózy po konzumaci rakouského sýru kontaminovaného bakterií Listeria monocytogenes. Sýry prodával obchodní řetězec Lidl.[35]
- Slovenská biatlonistka Anastasia Kuzminová získala ve stíhacím závodu na 10 km stříbrnou olympijskou medaili.[36]
- Instalací modulu Cupola skončila po 11 letech výstavba Mezinárodní vesmírné stanice, na které se podílelo 16 států.[37]
- V Pákistánu byl zadržen Abdul Ghaní Baradar, jeden z nejvýznamnějších vůdců Tálibánu. Dopadení je výsledkem spolupráce pákistánských a amerických tajných služeb.[38]

17. února
- Nejvyšší správní soud rozpustil krajně pravicovou Dělnickou stranu. Po vynesení rozsudku vzniklo samovolně a bez ohlášení shromáždění příznivců zakázané strany, proti kterému zasáhly policejní pořádkové jednotky.[39]
- Česká Wikipedie přesáhla hranici 150 000 hesel.

18. února
- Abcházie podepsala s Ruskem smlouvu o vybudování ruské vojenské základny na svém území. NATO, které považuje Abcházii za součást Gruzie, dohodu neuznalo.[40]
- Převratem, který si vyžádal několik mrtvých, se v Nigeru dostala k moci vojenská junta. Při převratu byl zadržen prezident Mamadou Tandja, který se snažil pokračovat ve vládě i po vypršení funkčního období.[41]

20. února
- Nizozemská vláda se rozpadla poté, co z ní odešla Strana práce (PvdA). Důvodem byly neshody ohledně termínu stažení nizozemských vojáků z operace Trvalá svoboda v Afghánistánu.[42]
- Záplavy, silný vítr a sesuvy půdy způsobené přívalovými dešti na portugalském ostrově Madeira si vyžádaly nejméně 40 lidských životů a způsobily rozsáhlé materiální škody, komplikace v dopravě a přerušení dodávek elektrického proudu.[43][44]

21. února
- Česká rychlobruslařka Martina Sáblíková získala na ZOH ve Vancouveru v závodě na 1500 m bronzovou olympijskou medaili.

22. února
- Ve věku 75 let zemřela populární česká spisovatelka Zdena Frýbová. [45]
- Přibližně 4000 ze 4500 pilotů německé letecké společnosti Lufthansa vstoupilo do stávky za mzdové požadavky a zachování pracovních míst. Stávka měla původně trvat čtyři dny a mělo při ní být zrušeno 3200 letů, během dne však došlo k dohodě mezi aerolinkami a odborovým svazem pilotů a stávka byla přerušena nejméně do 8. března.[46]

24. února
- Česká rychlobruslařka Martina Sáblíková získala na ZOH ve Vancouveru v závodě na 5 000 m zlatou olympijskou medaili.[47]
- Česká lyžařská štafeta ve složení Martin Jakš, Lukáš Bauer, Jiří Magál a Martin Koukal získala na ZOH ve Vancouveru v závodě na 4×10 km bronzovou olympijskou medaili[48]
- K velké ekologické katastrofě došlo v severní Itálii, když někdo úmyslně vypustil do řeky Lambro (přítok Pádu) několik miliónů litrů topného oleje a dalších ropných produktů z místní rafinérie. Policie má podezření, že za sabotáží je snaha snížit ceny místních pozemků.[49]

26. února
- Česká lyžařka Šárka Záhrobská získala na ZOH ve Vancouveru ve slalomovém závodě bronzovou olympijskou medaili.[50]

27. února
- Ve věku 81 let zemřela česko-francouzská historička umění Anna Fárová.[51]
- Chile zasáhlo zemětřesení o magnitudu 8,8 stupňů. Je hlášeno přes 700 obětí na lidských životech a Tichým oceánem se šíří vlna tsunami. [52] [53]

28. února
- Bouře Xynthia, která v posledních dvou dnech zasáhla západní Evropu, si vyžádala nejméně 52 obětí. Nejvíce škod napáchala ve Francii.[54][55]